# Мальва (фильм, 1984)
«Мальва» — советский короткометражный фильм 1984 года режиссёра Александра Зельдовича, по одноимённому рассказу Максима Горького.

## Сюжет
По одноимённому рассказу Максима Горького.

## В ролях
- Елена Майорова
- Сергей Маковецкий — Яков Легостев
- Владимир Шакало — Василий Легостев
- Алексей Жарков

## О фильме
Для режиссёра Александра Зельдовича это дебютная — курсовая работа как студента Высших курсов сценаристов и режиссёров (мастерская Александра Митты).
Фильм был отмечен премией киноклубов в 1985 году на фестивале дебютов в Свердловске.
Киновед Нея Зоркая отмечала, что студенческий дебют режиссёра — «его солнечная „Мальва“ — привлекал свежестью глаза», а критик Александр Липков в современной фильму рецензии в журнале «Советский экран» писал, что работа показала студента как уже владеющего профессией, что узнаётся «по глубине и серьёзности работы с актером, по неожиданности и осмысленности монтажных стыков, по продуманности драматургической композиции», это его мнение и спустя тридцать лет разделяется киноведами, выделяющими дебютную работу режиссёра:

В 1984 году Зельдович экранизировал рассказ М. Горького «Мальва». Уже в первых работах начинающего режиссера сказалось не только навыки, приобретенные в «школе» Митты и Панфилова, но и опыт профессионального психолога. Он придал работам Зельдовича «тонкость и точность разработки характеров, небоязнь рассматривать их многопланово, в проявлениях контрастных, неожиданных, сложных». Стремление Мальвы к безусловной, неограниченной свободе без обязательств одинаково привлекает и отталкивает зрителя. Она стала первой в галерее противоречивых героев Зельдовича, вызывающих самые разнообразные чувства, без возможности остановиться и «успокоиться» на чем-то одном.— Александр Зельдович // Проект «Чапаев» — Журнал «Сеанс»
Роль в фильме — одна из первых ролей актёра Сергея Маковецкого, и, по его словам, это «первая роль, которая удалась, на мой взгляд»

Фильм труднодоступен, в сети отсутствует, но время от времени демонстрируется на киномероприятиях.